# Vujetinci
Vujetinci (en serbe cyrillique : Вујетинци) est un village de Serbie situé sur le territoire de la Ville de Čačak, district de Moravica. Au recensement de 2011, il comptait 386 habitants.

## Démographie
| 1948 | 1953 | 1961 | 1971 | 1981 | 1991 | 2002 | 2011 |
| ---- | ---- | ---- | ---- | ---- | ---- | ---- | ---- |
| 745  | 734  | 667  | 615  | 549  | 524  | 452  | 386  |

|  |